# Chiamami quando la magia finisce (singolo)
Chiamami quando la magia finisce è un singolo del cantautore italiano Tropico, pubblicato il 21 aprile 2023 come primo estratto dall'album in studio omonimo.

## Video musicale
Il video visual, diretto da Mirko Salciarini, è stato reso disponibile il 20 aprile 2023 attraverso il canale YouTube del cantautore.

## Tracce
Testi di Davide Petrella, musiche di Davide Petrella e Davide Simonetta.
1. Chiamami quando la magia finisce – 4:23